# マヌエル・エストゥアルド・ロルダン・バリジャス

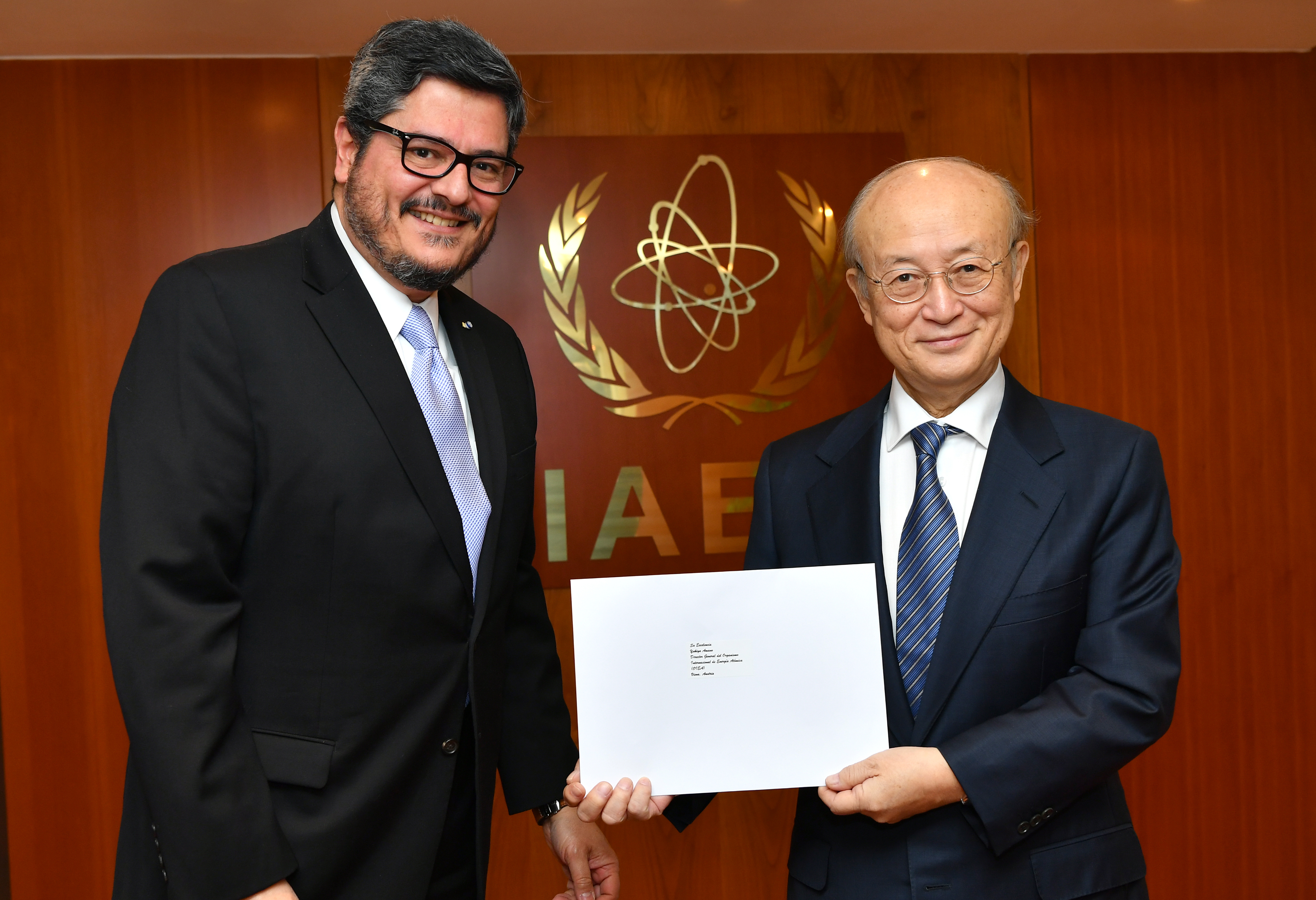
国際原子力機関（IAEA）事務局長天野之弥（右）に信任状を捧呈するエストゥアルド・ロルダン常駐代表（2019年2月）

マヌエル・エストゥアルド・ロルダン・バリジャス（スペイン語: Manuel Estuardo Roldán Barillas、英語: Manuel Estuardo Roldan Barillas、1963年12月31日 - ）は、グアテマラの外交官。在ブラジル大使、在カナダ大使、外務事務次官、在デンバー総領事、在ベリーズ大使、在オーストリア大使兼国際原子力機関（IAEA）常駐代表を経て、駐日グアテマラ大使兼在フィリピン大使。母国語のスペイン語に加えて英語・ポルトガル語に堪能で、フランス語も解する。
通常は、名前の2語目と父方の姓のみでエストゥアルド・ロルダン（スペイン語: Estuardo Roldán、英語: Estuardo Roldanと呼ぶ。

## 学歴
- 1969年 - 1970年:  コレヒオ・イングレス・アメリカーノ・デ・グアテマラ（スペイン語: Colegio Inglés Americano de Guatemala）[1][2]
- 1971年 - 1972年:  コレヒオ・イングレス・ケント（スペイン語: Colegio Inglés Kent）、メキシコシティ[1][2]
- 1973年 - 1975年:  グレナラン小学校（英語: Glenallan Elementary School）、メリーランド州ウィートン[1][2]
- 1976年 - 1980年:  コレヒオ・イングレス・アメリカーノ・デ・グアテマラ 高卒資格、科学文学学士[1][2]
- 1980年 - 1981年[6]:  ラファエル・ランディバル大学 政治学専攻[1][2]
- 1981年 - 1984年:  フランシスコ・マロキン大学（スペイン語版、英語版） 法社会科学部法学キャリア専攻[1][2]
- 1986年:  ブラジル外務省（ポルトガル語版、英語版）付属リオブランコ研究所（ポルトガル語版、英語版） 外交高等課程修了[1][2]

## 経歴
- 1989年 - 1990年:  外務省（スペイン語版、英語版） 二国間国際関係総局参事官、二国間外交政策総局パナマ課長[1][2]
- 1990年 - 1991年: 外務省 二国間国際関係総局北米担当次長[1][2]
- 1991年 - 1994年: 在ブラジル大使館（ポルトガル語版） 一等書記官兼領事[1][2]
- 1994年 - 1995年: 外務省 多国間国際経済関係総局統合部長[1][2]
- 1995年 - 1999年: 在メキシコ大使館 公使参事官[1][2]
- 1999年 - 2001年: 在アメリカ合衆国大使館（英語版） 公使参事官[1][2]
- 2001年 - 2003年: 在イギリス大使館（英語版） 公使参事官[1][2]
- 2003年 - 2007年: 在ブラジル特命全権大使[1][2]
- 2007年 - 2008年: 在カナダ特命全権大使[1][2]
- 2008年: 国際儀礼儀典総局特命全権大使[1][2]
- 2008年 - 2009年: 内閣府（スペイン語版）特命全権大使[1][2]
- 2009年 - 2011年: 外務事務次官[1][2]
- 2011年 - 2012年: 在ブラジル特命全権大使（再任）[1][2]
- 2012年 - 2015年: 在デンバー総領事[1][2]
- 2015年 - 2017年: 在ベリーズ特命全権大使[1][2]
- 2017年 - 2018年: 外務事務次官（再任）[1][2]
- 2018年 - 2022年: 在オーストリア特命全権大使[2]
- 2019年 - 2022年: 兼国際原子力機関（IAEA）常駐代表[3]
- 2022年 - （現職）: 駐日特命全権大使（12月14日に信任状の真正な写しを提出[7]、2023年4月19日に信任状を捧呈[4]）
- 2023年 - （現職）: 兼在フィリピン特命全権大使（10月3日に信任状を捧呈[5]）